# آيت فنزر (تسوسفي)
آيت فنزر هي إحدى مشيخات المملكة المغربية، تتبع جغرافيا لإقليم تارودانت وإداريًا لتسوسفي. يقدر عدد سكانها بـ 2785 نسمة حسب الإحصاء الرسمي للسكان والسكنى لسنة 2004.